# Booster (Elektrotechnik)

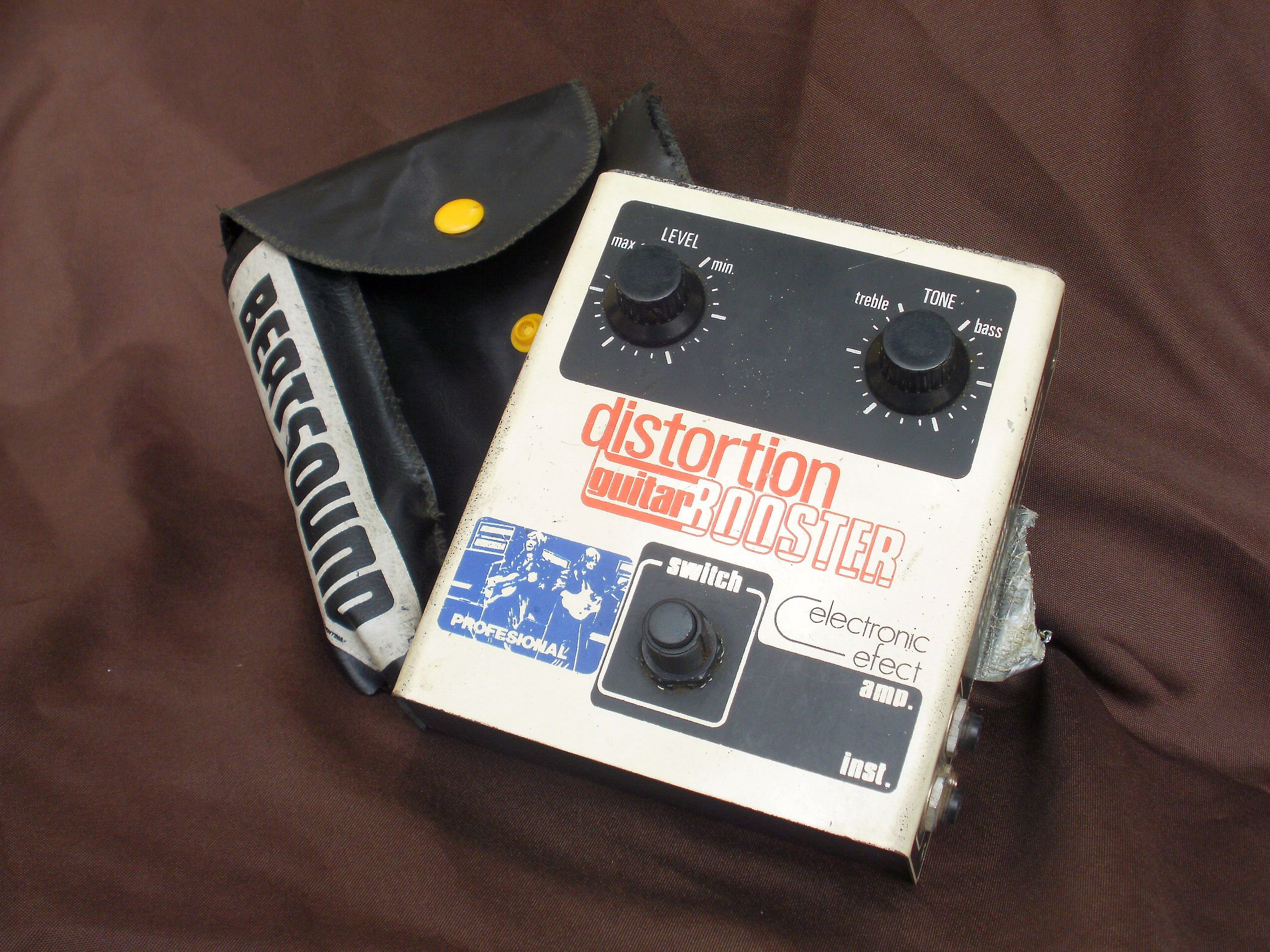
Guitar Booster

Mit Booster wird ein elektrischer Verstärker bezeichnet, der einen regelbar hohen Verstärkungsfaktor hat. Booster werden beim Gitarrensound eingesetzt, um das schwache elektrische Signal der Tonabnehmer von Elektrogitarren so stark anzuheben, dass nachfolgende (Röhren-)Verstärker mehr oder weniger stark übersteuert werden können bzw. um bei bereits übersteuernden (Röhren-)Verstärkern noch mehr Übersteuerung zu erzeugen.

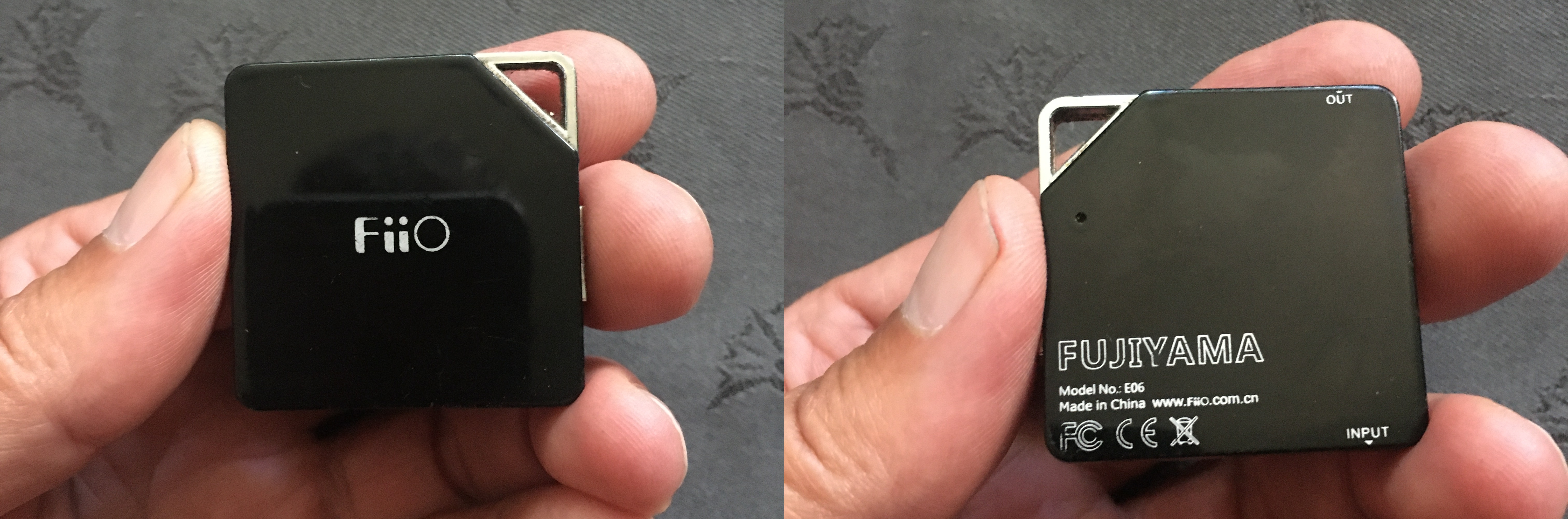
Ein portabler Mini-Booster zum Anschluss von Kopfhörern. Die Kantenlänge ist 4 cm bei einem Gewicht von 16 Gramm, die Leistung liegt bei ca. 0,1 W (32 Ohm).

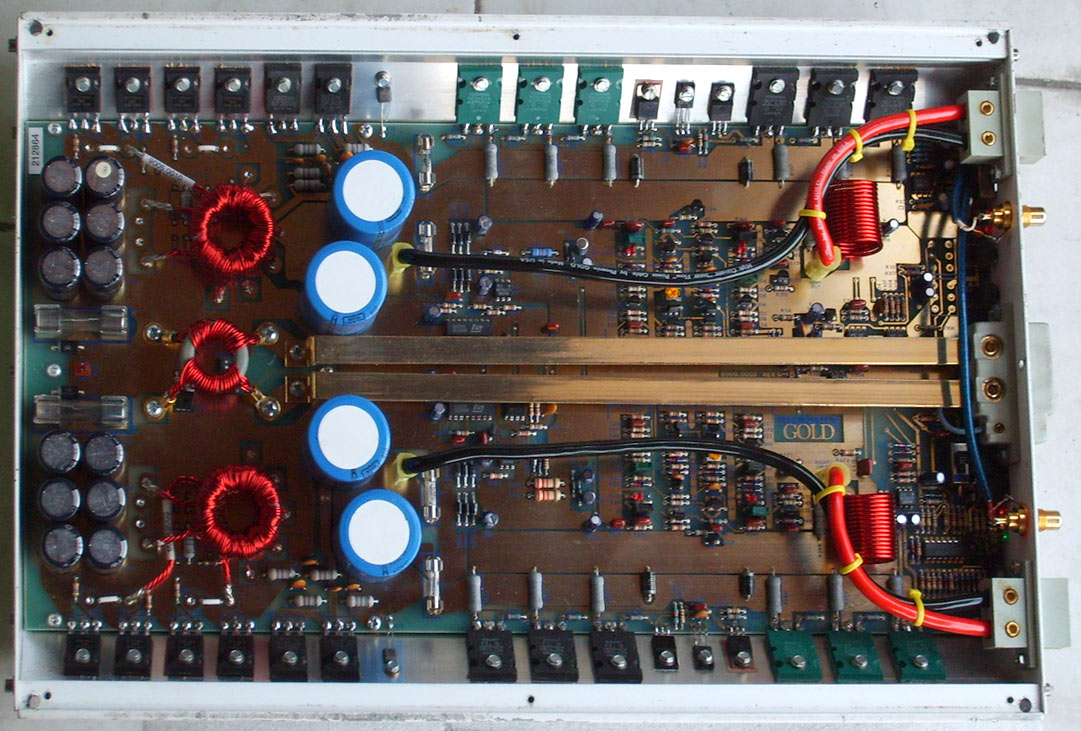
Innenansicht eines Boosters/Endverstärkers aus den 1990er Jahren für den Einsatz im Auto. Das Gerät hat ein integriertes Schaltnetzteil, um die Versorgungsspannung der Leistungstransistoren zu erhöhen und liefert bis zu 2 × 160 W an 4 Ohm.

In der Unterhaltungselektronik wird unter dem Begriff ein Audioverstärker für Tonsignale verstanden, der das Lautsprecher- oder Kopfhörer-Ausgangssignal eines bereits vorhandenen Leistungsverstärkers nochmals verstärkt. Die Motivation für den Booster-Einsatz liegt dabei meist in einer als zu gering bewerteten bzw. wahrgenommenen Maximal-Lautstärke des Ausgangssystems. Dies kann z. B. durch eine gesetzlich vorgeschriebene und in Smartphone-Betriebssystemen realisierte Lautstärkebeschränkung für den Kopfhörerausgang begründet sein. Auch die mit einem Autoradio bzw. einer Auto-HiFi-Anlage erzielbare Lautstärke kann durch Booster verstärkt werden.